# Демілітаризована зона
37°58′04″ пн. ш. 126°44′49″ сх. д. / 37.967751° пн. ш. 126.74704° сх. д.Демілітаризо́вана зо́на — встановлена міжнародним договором чи угодою територія, на якій заборонено зберігати старі й споруджувати нові укріплення, військово-промислові підприємства, тримати війська.

## Визначення демілітаризованої зони в міжнародному гуманітарному праві
Міжнародне гуманітарне право визначає демілітаризовану зону як будь-яку зону, з якої за згодою між сторонами, що знаходяться у збройному конфлікті, виведені всі комбатанти та мобільні бойові засоби. Встановлено, що влада і населення цієї зони мають утримуватися від ворожих дій. Демілітаризована зона позначається знаками, які погоджуються між сторонами збройного конфлікту.
Демілітаризація може бути обмеженою (частковою) і повною:
- обмежена демілітаризація — на території не будуються нові укріплення, старі можна зберігати, чисельність військ не збільшується;
- повна демілітаризація — ліквідовуються всі військові споруди, виводяться всі війська з демілітаризованої території.

Переважно прикордонні демілітаризовані зони мають однакову ширину по обидва боки кордону. Але є винятки. Так Рейнська демілітаризована зона (створена у 1919 році) була тільки на території Німеччини шириною 50 км на схід від Рейну.

## Сучасні демілітаризовані або нейтральні зони

### Африка
Між північним Марокко та іспанськими містами Сеута і Мелілья розташована демілітаризована зона. Марокко ніколи не визнавало Сеуту і Мелілью в складі Іспанії.
- Буферна зона Північної Сирії — демілітаризована зона, встановлена на сирійсько-турецькому кордоні в серпні 2019 року. Мета ДМЗ запобігти черговому вторгненню Туреччини в Північну Сирію.

### Європа
- Кіпрська демілітаризована зона, що відокремлює самопроголошену і міжнародно невизнану Турецьку Республіку Північного Кіпру з Кіпром. Вона була створена Організацією Об'єднаних Націй у 1974, після турецького вторгнення на Кіпр.
- Аландські острови — автономна острівна область на узбережжі Фінляндії (в Ботнічній затоці). Була утворена в 1921 Лігою Націй після Аландської кризи 1920—1922.
- Шпіцберген: Шпіцбергенський трактат від 9 лютого 1920, визнав норвезький суверенітет (через це не є нейтральною територією), поклавши край територіальним претензіям від всіх інших що підписали Конвенцію, і визнав область демілітаризованою зоною.
- ДМЗ шириною 5 км існувала між Сербією та Косово після війни в Косово.
- Придністров'я — з 1999 тристороння миротворча місія. Буферна зона створена вздовж Дністра, який тече між Молдовою і автономною територією Придністров'я. Російська Федерація не вивела війська з регіону.

### Азія
- Кувейтсько-іракський мур
- Корейська демілітаризована зона відокремлює Корейську Народно-Демократичну Республіку і Республіку Корея. Була створена ООН в 1953, за для припинення вогню в корейській війні.
- UNDOF між Голанськими висотами і Сирією
- Синайський півострів між Ізраїлем і Єгиптом (різні зони півострова демілітаризованої в різному рівні)

### Антарктида
Стаття 1 Антарктичного договору, забороняє військову діяльність в Антарктиді, хоча військовий персонал та обладнання можуть використовуватися на суші в мирних цілях.

## Колишні демілітаризовані зони
- Терен завширшки 1,2 км між Гібралтаром й Іспанією, було створено після облоги 1727, після створення Євросоюзу втратила сенс.
- Рейнська демілітаризована зона була утворена після Першої світової війни згідно з Версальським договором 1919 року. Рейнланд було знову окуповано і мілітаризовано в 1936, Нацистською Німеччиною в порушення міжнародних договорів.
- Ізраїль та Сирія: Після арабо-ізраїльської війни, 1948, 3 ДМЗ були створено згідно з угодою про перемир'я, 1949 між Ізраїлем і Сирією, як вказано на цій мапі.
- Ізраїль та Єгипетське королівство: у 1948, після арабо-ізраїльської війни, була створена ДМЗ, Ель-Ауджа зона в 1949 угод про перемир'я між Ізраїлем і Єгиптом.
- Ізраїль та Йорданія: у 1948, після арабо-ізраїльської війни, ізраїльські та йорданські анклави на горі Скопус був призначений ДМЗ.
- Ізраїль і Йорданія: у 1948, після арабо-ізраїльської війни, терен у Латрун.
- Республіка Китай: Японські війська окупували Маньчжурію вересень 1931 — лютий 1932 року, коли вони проголосили в регіоні державу Маньчжоу-го. У травні 1933, було укладено Танго перемир'я між Республікою Китай і Японською імперією, який встановив демілітаризовану зону між Маньчжоу-Го та Китаєм.
- В'єтнам: демілітаризована зона між Північним і Південним В'єтнамом була створена в квітні 1954 згідно з результатами Женевської конференції припинення війни між В'єтмінєм і Французькою республікою. ДМЗ у В'єтнамі була розташована на 17-й паралелі півн.ш. Насправді, ДМЗ мала близько милі по обидві береги річки Бенхай і прямувала з заходу на схід від кордонів Лаосу до Південно-Китайського моря.
- Норвегія та Швеція встановили демілітаризовану зону в один кілометр на кожен бік кордону після скасування унії між Норвегією та Швецією, 1905. Ця зона була скасована за взаємною згодою в 1993.
- Саудівсько-Іракська нейтральна зона
- Саудівсько-Кувейтська нейтральна зона